# Yuri Oganessian
Yuri Tsolakovich Oganessian (em russo:  Юрий Цолакович Оганесян;  em armênio/arménio:  Յուրի Հովհաննիսյան; Rostóvia do Dom, 14 de abril de 1933) é um físico nuclear russo. Ele e sua equipe são responsáveis pela descoberta de alguns dos elementos mais pesados da tabela periódica.

## Vida
Oganessian nasceu em Rostóvia do Dom e tem ascendência armênia.
Oganessian é o líder científico do Instituto Central de Investigações Nucleares em Dubna. Em 2009, cientistas nos Estados Unidos confirmaram a descoberta do elemento 114 - fleróvio - pela equipe liderada por Oganessian mais de uma década antes. É mundialmente reconhecido no campo de síntese e estudo de novos elementos químicos.
Em 8 de junho de 2016 a União Internacional de Química Pura e Aplicada (IUPAC) anunciou que o elemento 118, que até então tinha o nome provisório de ununóctio, receberá o nome de Oganesson (símbolo Og), em homenagem a Oganessian. Sendo o nome confirmado, Oganessian será a segunda pessoa a ser homenageada em vida com o nome de um elemento químico: o primeiro foi Glenn Seaborg (1912-1999), homenageado com o nome dado ao elemento 104 - seabórgio, Sg - em 1997.

## Publicação selecionada
- Oganessian, Yuri (2001). «Nuclear physics: Sizing up the heavyweights». Nature. 413 (6852): 122–125. Bibcode:2001Natur.413..122O. PMID 11557964. doi:10.1038/35093194